# Air Transport Auxiliary

Fliegerabzeichen der Air Transport Auxiliary

Die Air Transport Auxiliary (Abkürzung ATA) war eine britische Zivilorganisation zur Lufttransportunterstützung im Zweiten Weltkrieg. Ihre 1.300 Piloten aus 25 Nationen überführten hauptsächlich neue und instandgesetzte Flugzeuge der Royal Air Force beispielsweise von Fabriken und Wartungseinheiten hin zu aktiven Dienstgeschwadern. Die über ganz Großbritannien verteilten Flugbereitschaften verlegten aber auch Servicepersonal und übernahmen zudem Ambulanzflüge. In den fast fünf Jahren ihres Bestehens absolvierten die Piloten der ATA rund 300.000 Flüge, die von mehr als 2.700 Mitarbeitern am Boden unterstützt wurden. Zum fliegenden Personal der ATA gehörten neben vielen Veteranen aus dem Ersten Weltkrieg überdurchschnittlich viele Frauen, denen ab 1943 die ATA als erste britische Regierungsorganisation den gleichen Lohn wie ihren männlichen Kollegen zahlte.

## Gründung der ATA

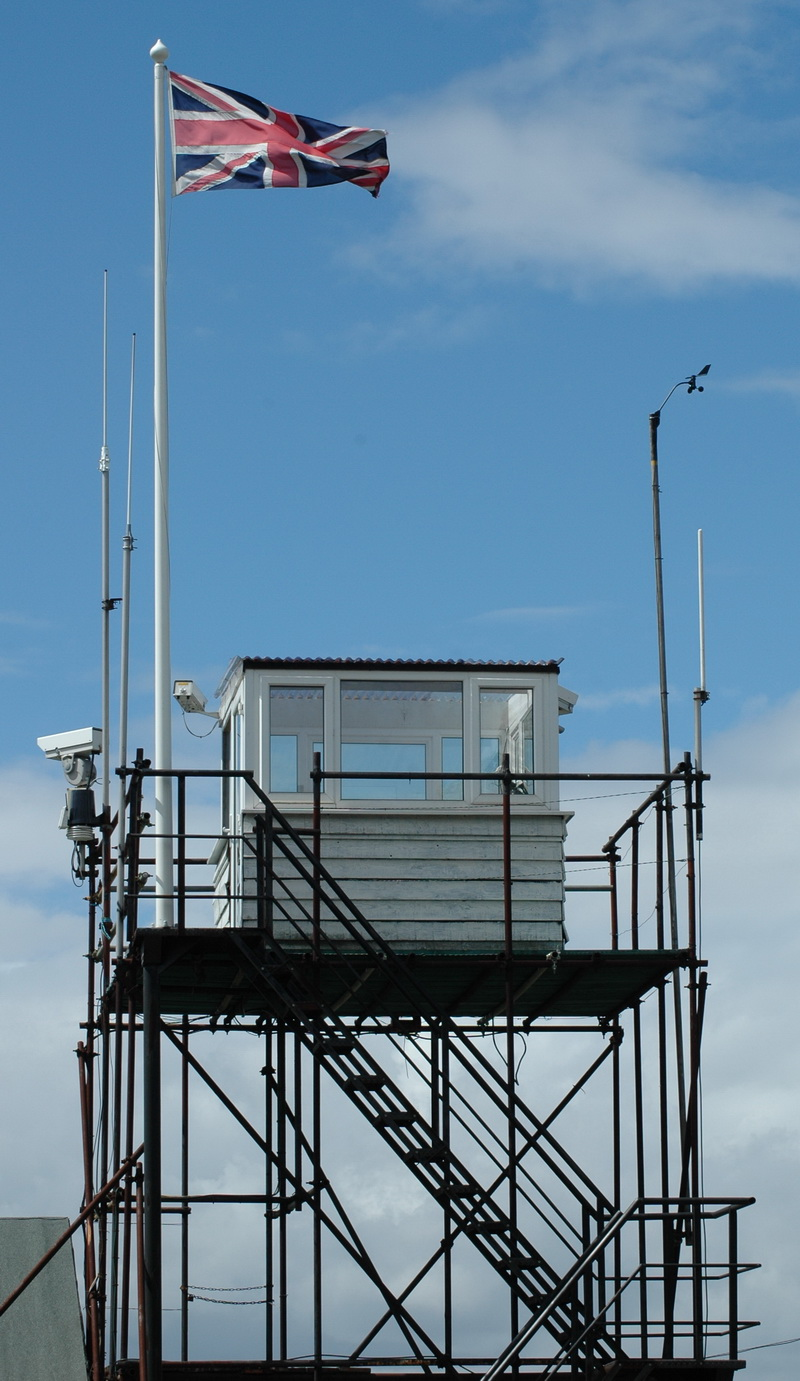
Tower des White Waltham Airfield

Schon im Jahr 1938 sah Gérard d’Erlanger, Bankier und Direktor der Fluggesellschaft BOAC, voraus, dass es in einem möglichen Krieg mit dem Deutschen Reich mangels geeignetem Flugpersonal zu großen Einschränkungen in der zivilen Luftfahrt kommen würde. Viele auch militärisch wichtige Lufttransporte beispielsweise von Material, Post, Verletzten und medizinischem Personal im britischen Hinterland hätten dann nicht mehr durchgeführt werden können. Gleichzeitig gab es viele erfahrene Piloten, die beispielsweise wegen ihres Alters für den militärischen Dienst nicht mehr tauglich waren. Im August 1939 kontaktierte d’Erlanger daher den Politiker Harold Balfour (1897–1988), Staatssekretär für Luftfahrt, und Sir Francis Shelmerdine (1882–1945), Generaldirektor für zivile Luftfahrt, um diese Piloten in einer neu zu gründenden Organisation zu sammeln.
D’Erlangers Vorschlag einer entsprechenden zivilen Pilotenvereinigung wurde angenommen und die Organisation mit dem Arbeitstitel „Air Transport Auxiliary“ auf dem Flugplatz Whitchurch in Bristol, wo sich ein militärischer Stützpunkt der British Airways befand, gegründet. Die ATA stand unter der Leitung der National Air Communications und des Generaldirektors der Zivilluftfahrt, während British Airways für Büro-, Personal- und Verwaltungszwecke zuständig war. D’Erlanger wurde als Leiter der Organisation in den Rang eines Commodore versetzt und erhielt den Auftrag, die Piloten anzuwerben.
Im Februar 1940 wurde das Hauptquartier der ATA auf den Flugplatz White Waltham in der Nähe von Maidenhead in Berkshire verlegt. Von 1940 bis 1941 wurde die ATA schrittweise dem Ministerium für Flugzeugproduktion (MAP) von Lord Beaverbrook unterstellt. Die Leitung der Organisation blieb bei Gérard d’Erlanger.
Das offizielle Motto der ATA lautete Aetheris Avidi (Eager for the Air, „Begierig auf die Lüfte“). Es wird noch heute vom West London Aero Club geführt, der auf dem White Waltham Airfield beheimatet ist. Inoffiziell hieß es Anything to Anywhere.

## Aufbauphase

### Rekrutierung der Piloten

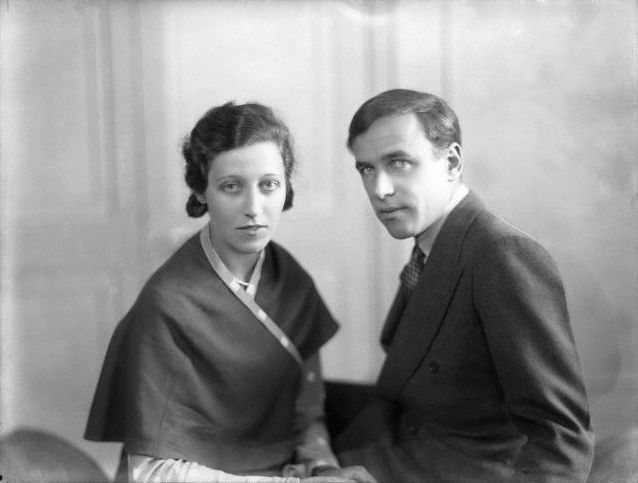
Amy und Jim Mollison (1932)

Die Piloten sollten d’Erlangers Vorstellungen entsprechend über eine Privatpilotenlizenz verfügen und mindestens 250 Flugstunden nachweisen können. Im Rahmen der Anwerbung lud er etwa 1000 Piloten zu Auswahlgesprächen und Tests nach Whitchurch nahe Bristol ein. Von den rund 100 erschienenen Piloten wählte er schließlich 30 aus. Viele dieser Piloten waren Veteranen des Ersten Weltkriegs, die für den Dienst in der RAF bereits zu alt oder im Krieg versehrt worden waren. Wegen ihres Alters und des häufig angeschlagenen Gesundheitszustandes nannten die Angeworbenen daraufhin ihre Organisation schon bald scherzhaft “Ancient and Tattered Airmen” („Alte und ramponierte Flieger“).

### Die ersten Pilotinnen

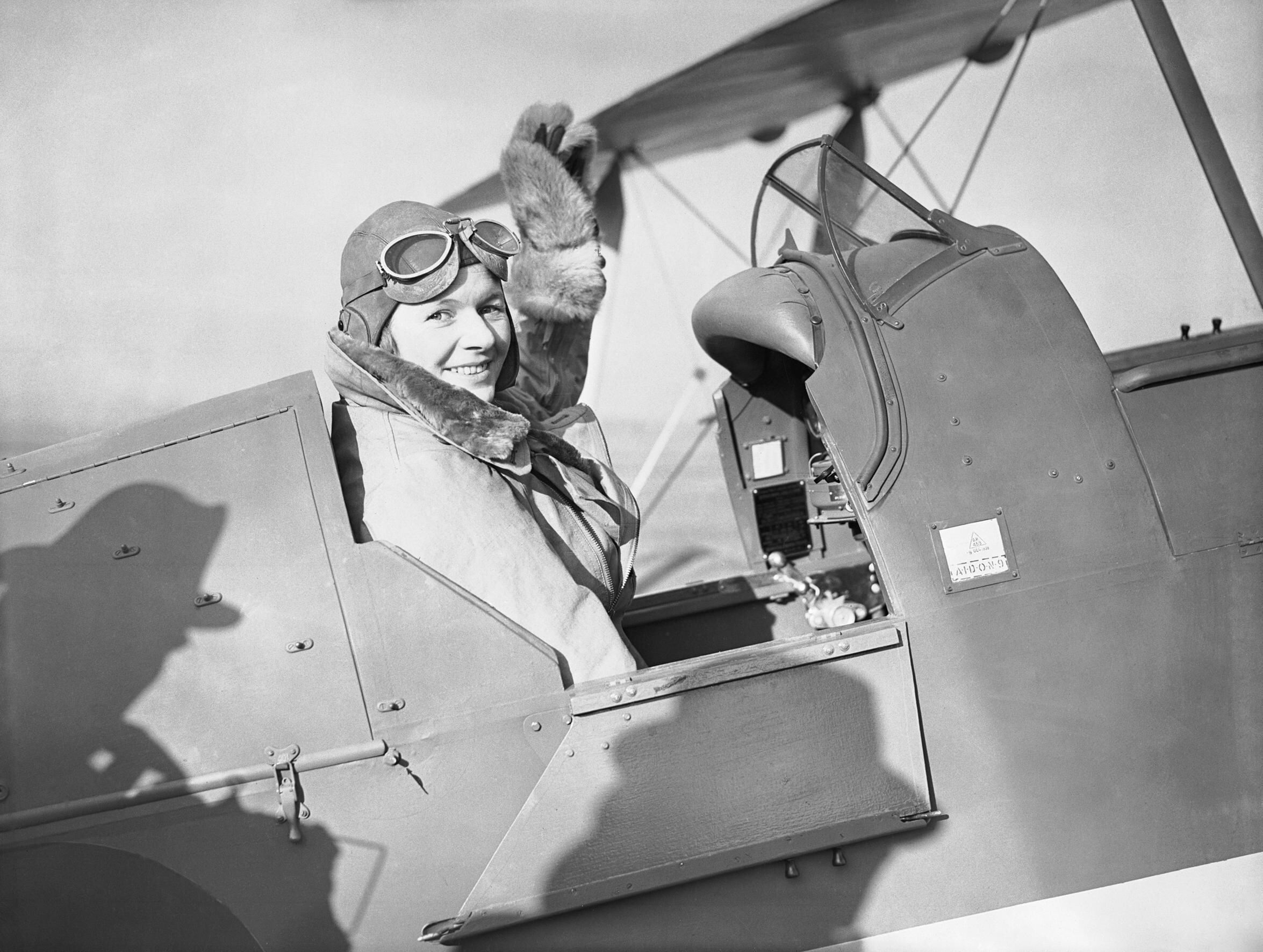
Pauline Gower im Cockpit einer de Havilland Tiger Moth

Wegen Vorbehalten seitens des Luftfahrt-Ministeriums sah man zunächst davon ab, Frauen als Piloten einzusetzen. Erst im November 1939, nach Ausbruch des Zweiten Weltkrieges, wurde beschlossen, auch Frauen zum Einsatz zuzulassen. Dies ist nicht zuletzt auch den Bemühungen Pauline Gowers, der Zivilschutzbeauftragten bei der Civil Air Guard und erfahrenen Berufspilotin, zu verdanken, die sich zuvor stark für die Ausbildung von Frauen zu Pilotinnen engagiert hatte.

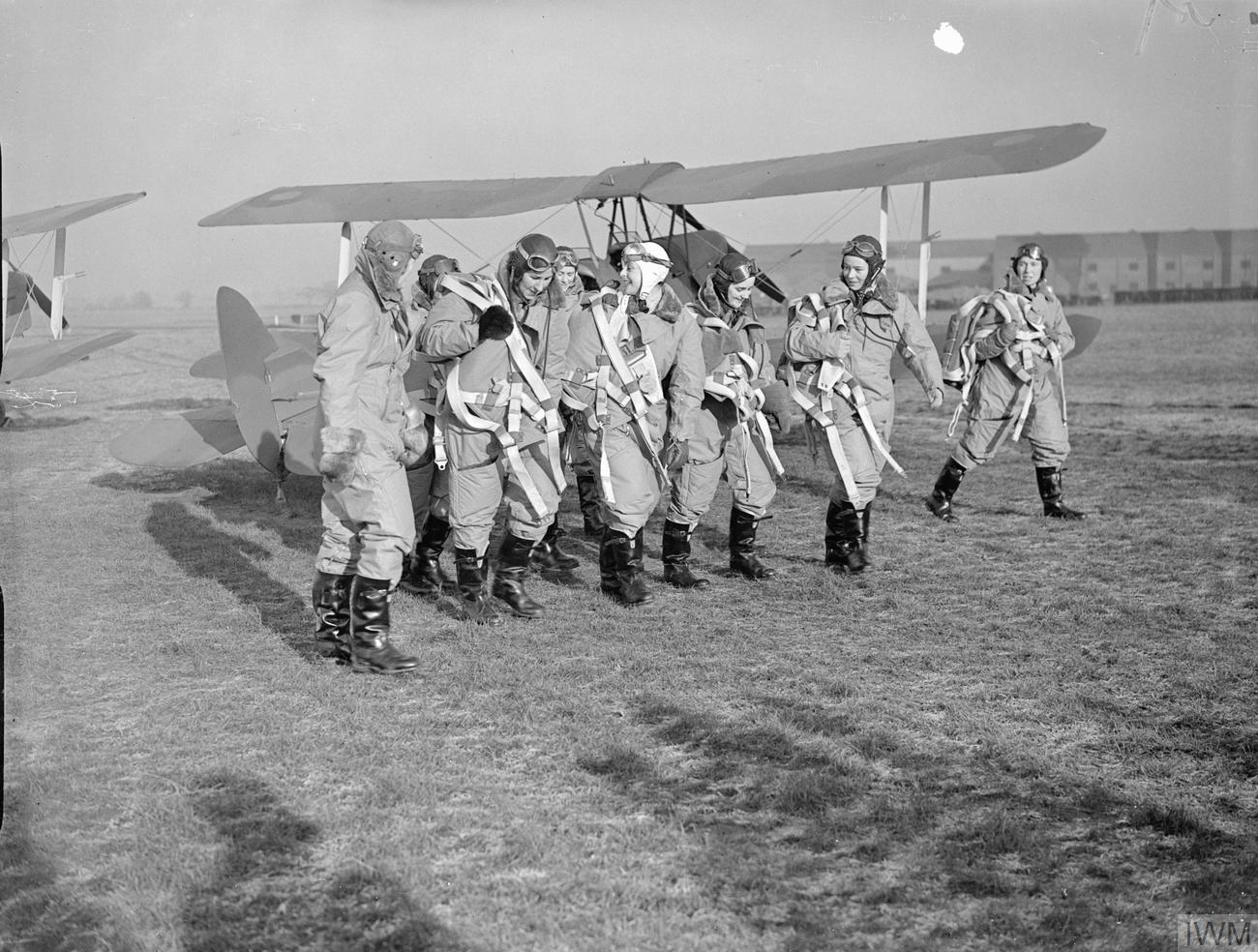
Die ersten Pilotinnen der ATA, von rechts nach links: Miss Pauline Gower, Miss Margaret Cunnison (halb verdeckt), Mrs Winifred Crossley, Mrs Margaret Fairweather, Miss Mona Friedlander, Miss Joan Hughes, Mrs Gabrielle Paterson und Miss Rosemary Rees.

Die ersten acht Pilotinnen der ATA wurden am 1. Januar 1940 eingestellt. Zu diesen “First Eight” gehörten Winifred Crossley († 2008), Margaret Cunnison (1914–2004), Margaret Fairweather (1901–1944, Tochter von Lord Runciman), Mona Friedlander (Eishockey-Nationalspielerin), Joan Hughes (mit 21 Jahren die Jüngste), Gabrielle Patterson (1905–1968), Rosemary Rees (1901–1994) und Marion Wilberforce (1902–1995). Alle Pilotinnen waren mit jeweils über 600 Flugstunden sehr erfahren und zudem zugelassene Fluglehrerinnen. Die Leitung der Frauensektion der ATA übernahm kurz darauf die 29-jährige Pauline Gower, auf die auch die scherzhafte Lesart der ATA als “Always Terrified Airwomen” (zu deutsch in etwa: ‚Stets verängstigte Fliegerinnen‘) zurückgeht.

### Piloten aus aller Welt
Die Männer und Frauen der ATA kamen aus aller Welt. Die Organisation hatte gegen Ende ihres Bestehens Mitglieder aus 25 verschiedenen Nationen aus Nord- und Südamerika, Afrika, Asien und Europa. Das größte Kontingent aus Europa bildeten 17 Polen, darunter drei weibliche, die nach ihrer Flucht über den Balkan und Frankreich Großbritannien erreicht hatten. Auch traten der ATA bekannte Persönlichkeiten wie der schottische Flugpionier Jim Mollison und seine geschiedene Frau Amy Johnson bei. Johnson, die als berühmteste britische Pilotin galt, hatte bereits 1930 als erste Frau einen Alleinflug von Großbritannien nach Australien absolviert. Prince Chirasakti (1918–1942), seines Zeichens königlicher Prinz aus Siam, flog ebenfalls für die ATA, bis er bei einem Absturz am 12. September 1942 ums Leben kam.

### Weiteres Personal
Neben den insgesamt 1.318 Pilotinnen und Piloten beschäftigte die ATA weiteres Personal sowohl im fliegenden Dienst als auch am Boden. So waren etwa Bordingenieure, von denen 151 bei der ATA angestellt waren, für die Flüge mit viermotorigen Maschinen notwendig. Daneben gehörten 19 Funker, 27 Seekadetten und Mitglieder des Luftwaffen-Ausbildungskorps (Air Training Corps) zum fliegenden Personal. Deren Fluglehrer und Lehrkräfte sorgten für die Ausbildung der Piloten. Im August 1944 unterstützten 2.786 Mitarbeiter das Fluggeschehen der ATA vom Boden aus. Neben den 1.227 Ingenieuren zählten dazu Rettungskräfte, Meteorologen, Kraftfahrer, medizinisches Personal und Verwaltungsangestellte.

## Arbeit der ATA

### Aufgaben
Ursprünglich waren für den Flugbetrieb der ATA ausschließlich Leichtflugzeuge vorgesehen, die Post, Warensendungen und medizinisches Material transportieren sollten. Innerhalb weniger Wochen wurde der Aufgabenbereich der ATA um Überführungsflüge von Flugzeugen aus Fabriken und Lagern hin zu den Frontstaffeln erweitert. Ab Februar 1940 übernahm die ATA die gesamte Überführung und entlastete damit die Piloten der Royal Air Force und Royal Navy.
Ab Mai 1940 expandierte die ATA stark, da wegen des Westfeldzugs der deutschen Wehrmacht sehr viele Flugzeuge der Alliierten in Einsatzgebiete auf dem Kontinent überführt werden mussten.
Während des Krieges führten 1152 Piloten und 166 Pilotinnen aus 25 Ländern insgesamt circa 309.000 Überführungsflüge von 147 verschiedenen Flugzeugtypen durch, meistens ohne Funkgerät, ohne Instrumentenflugunterricht und dem britischen Wetter ausgeliefert. Oft wurde ihnen ein Flugzeugtyp übergeben, den sie noch nie zuvor gesehen hatten.

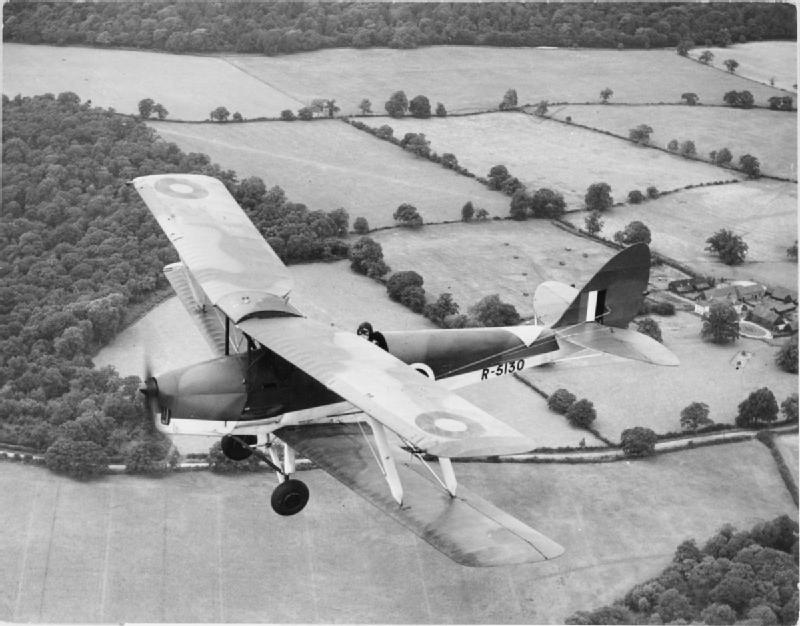
De Havilland Dh.82 Tiger Moth der Royal Air Force

Die Frauen wurden anfangs in Hatfield (Hertfordshire), nördlich von London, stationiert und durften ausschließlich Tiger Moth Schulflugzeuge von der nahe gelegenen de-Havilland-Fabrik zu Trainingsflugplätzen und Lagereinheiten überführen. Diese Ziele lagen größtenteils in Nordengland und Schottland, und die Flugzeuge mit offenem Cockpit mussten mitten im Winter überführt werden. Trotz des harten Winters erledigten die Frauen ihre Aufgabe so gut, dass in der Folge insgesamt 166 Pilotinnen in der ATA zum Einsatz kamen.
Im Juli 1941 begann eine große Luftoffensive der Royal Air Force. Daher reichte die Kapazität der männlichen ATA-Piloten bei weitem nicht mehr aus und Frauen wurde erlaubt, auch Kampfflugzeuge zu fliegen. Vier Pilotinnen aus den First Eight flogen am 19. Juli 1941 zum ersten Mal eine Hawker Hurricane, im Herbst flog Lettice Curtis (1915–2014) als erste Frau einen viermotorigen Bomber des Typs Avro Lancaster. Erst 1945 überführten Pilotinnen die ersten Maschinen auch auf das europäische Festland.

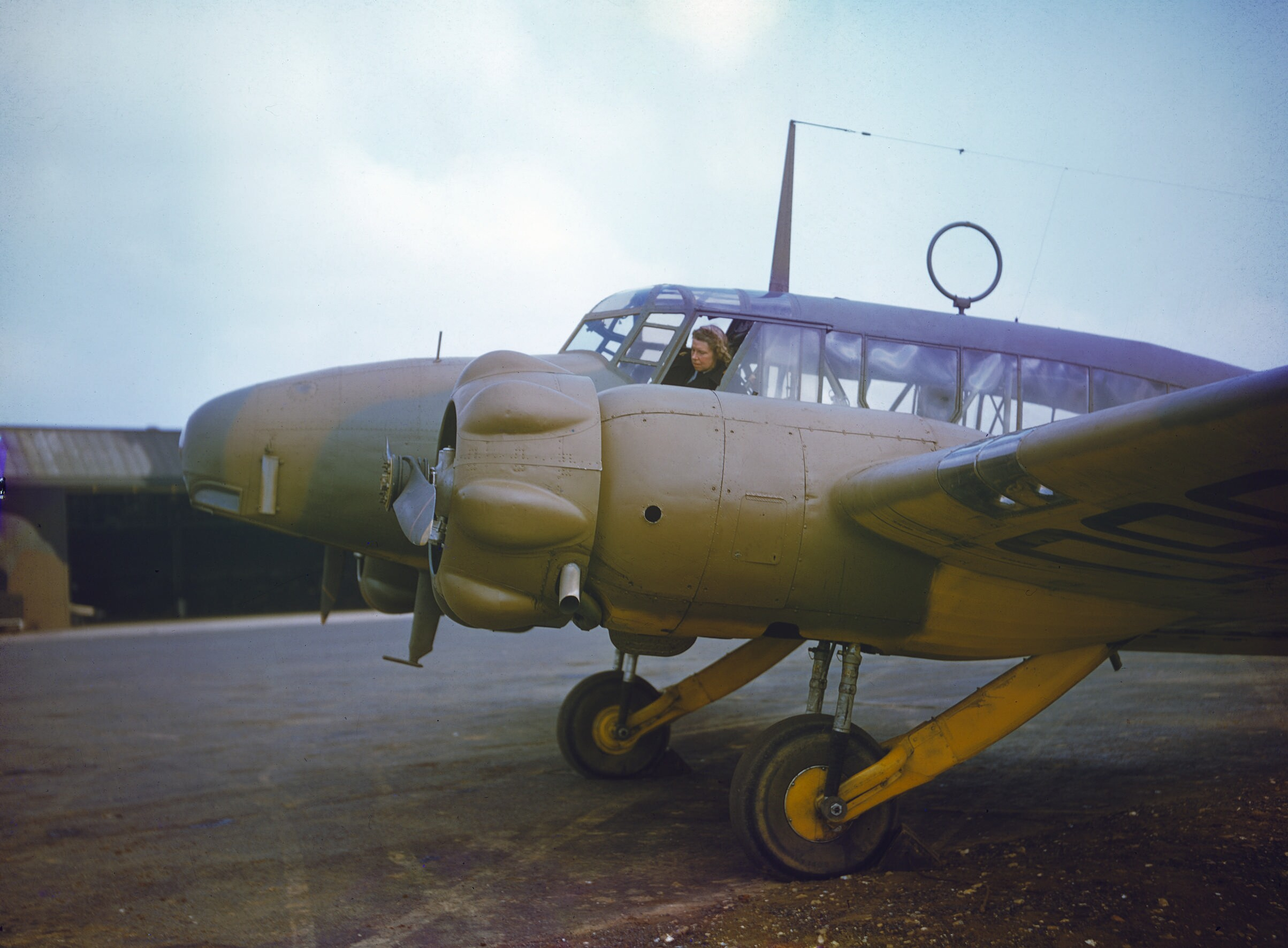
Eine Pilotin der ATA im Cockpit einer Avro Anson (1942)

Die hohe Zahl der Überführungsflüge erforderte eine detaillierte Einsatzplanung. Zu diesem Zweck befand sich in Andover (Hampshire) die zentrale Einsatzleitung (Central Ferry Control) der ATA. Über Nacht verteilte sie die Arbeit für den folgenden Tag auf die verschiedenen Flugbereitschaften. Dort hatten die Einsatzleiter die Aufgabe, die anstehenden Überführungsflüge den zur Verfügung stehenden Flugzeugbesatzungen gemäß deren Qualifikation für die verschiedenen Flugzeugtypen zuzuordnen. Die Arbeit eines Tages konnte für einen Piloten mehrere Flüge mit verschiedenen Flugzeugtypen umfassen.
Passagierflugzeuge wie die Avro Anson und die Fairchild Argus wurden als Flugzeugtaxis verwendet. Sie brachten die Piloten zu ihrem ersten Einsatzort und holten sie, wenn möglich, am Ende des Tages wieder ab. Wenn das nicht möglich war, übernachteten die Piloten in Hotels in der Nähe von Flugplätzen oder nahmen einen Nachtzug zurück zu ihrer Basis. Das Tagebuch eines US-amerikanischen Piloten, das im Maidenhead Heritage Centre aufbewahrt wird, zeigt, dass er die britischen Züge satt hatte, ebenso wie das Herumsitzen und Warten darauf, dass sich das britische Wetter bessert, vor allem im Winter.
Insgesamt wurden von der ATA 17.059 Flugstunden für Taxiflüge geleistet, davon 8.489 Stunden im Ausland und 8.570 Stunden im Inland.

### Ausbildung für verschiedene Flugzeugklassen
Die Piloten der ATA waren Generalisten und in der Lage, viele verschiedene Flugzeuge zu fliegen. Das unterschied sie von den Kampfpiloten, die auf bestimmte Flugzeugtypen spezialisiert und intensiv trainiert waren und diese sehr virtuos beherrschten. Bei der ATA war es üblich, dass Piloten sich nur mit Hilfe eines kleinen Ringbuchs, den sogenannten Ferry Pilot’s Notes, innerhalb von 20 Minuten vor dem Start mit einem ihnen unbekannten Flugzeug vertraut machen mussten. Diese Flugzeugtypen-Hinweise enthielten die wichtigsten Informationen über die Bedienelemente und deren Einstellungen beim Starten und Landen sowie während der Flugphase.
Als die Zahl der Aufträge anstieg und immer mehr neue und weniger erfahrene Piloten für die ATA flogen, wurde ein systematisches Trainingsprogramm ins Leben gerufen, das die Piloten für verschiedene Klassen von Luftfahrzeugen ausbildete:
- Klasse 1: Einmotorige leichte Flugzeuge, vor allem Schulflugzeuge wie die Tiger Moth
- Klasse 2: Einmotorige Kampfflugzeuge wie Supermarine Spitfire, Hawker Hurricane, Vought F4U Corsair und P-51 Mustang
- Klasse 2+: Schwerer zu beherrschende einmotorige Kampfflugzeuge wie die Varianten der Curtiss P-40, Hawker Tempest, Hawker Typhoon und P-39 Airacobra
- Klasse 3: Zweimotorige leichte Flugzeuge
- Klasse 4: Zweimotorige Kampfflugzeuge, darunter die meisten mittleren Bomber
- Klasse 4+: Schwerer zu beherrschende zweimotorige Kampfflugzeuge, darunter Lockheed Hudson, Mosquito sowie ältere Typen und solche mit Bugradfahrwerk, wie z. B. A-20 Havoc, P-38 Lightning, Martin B-26 Marauder und B-25 Mitchell
- Klasse 5: Viermotorige Kampfflugzeuge, darunter Lancaster, Stirling, Boeing B-17 Flying Fortress und B-24 Liberator
- Klasse 6: Flugboote wie PBY Catalina und Sunderland

Die ATA unterhielt zwei Flugschulen. Die Erstausbildung (“I.F.T.S.”, Initial Flight Training School) erfolgte am Standort Thame, die Ausbildung für Fortgeschrittene (“A.F.T.S.”, Advanded Flight Training School) fand in White Waltham statt. Die beiden Schulen betrieben im Mittel circa 78 Schulungsflugzeuge, die insgesamt 133.247 Flugstunden absolvierten.
Die Ausbildung bestand aus Theorieschulungen und Flugstunden auf einem repräsentativen Flugzeug der jeweiligen Klasse, erst gemeinsam mit dem Fluglehrer, dann allein. Anschließend wurde erwartet, dass die Piloten alle Flugzeugtypen dieser Klasse überführen konnten. Die Details dazu wurden bei Bedarf vor dem Start den Ferry Pilot’s Notes entnommen. Ein Pilot, der für Klasse 5 ausgebildet war, musste daher in der Lage sein, jeden der 147 bei der RAF im Einsatz befindlichen Flugzeugtypen ohne besondere Vorbereitung zu fliegen.
Margot Duhalde beispielsweise, die einzige chilenische Pilotin der ATA, wurde für die Klassen 1, 2, 3, 4 und 4+ ausgebildet und lieferte zwischen 1941 und 1945 mehr als 1.000 Flugzeuge aus. In ihrer Autobiografie führte sie über 50 Flugzeugtypen auf, die sie überführte, darunter allein 15 Versionen der Supermarine Spitfire.

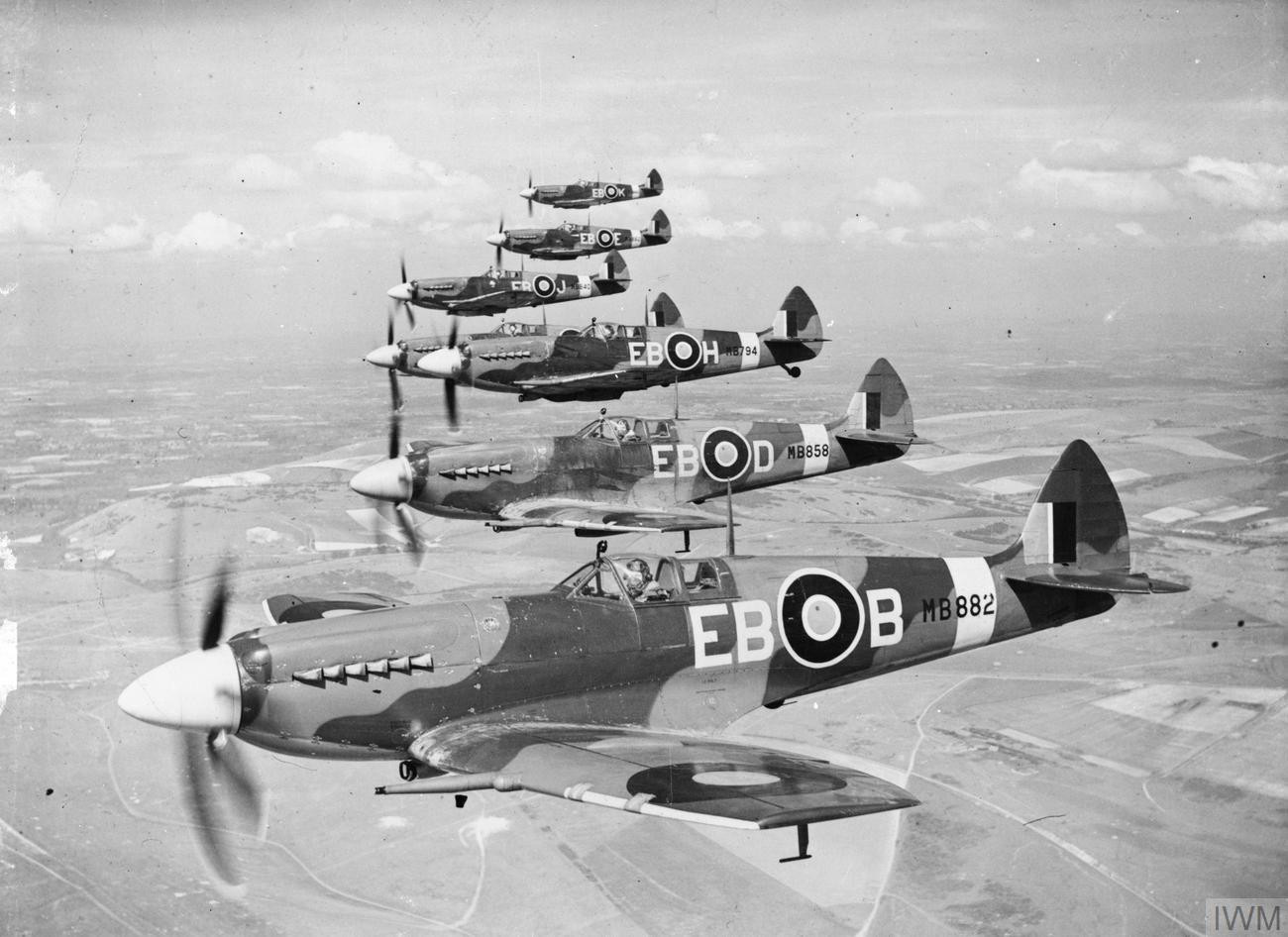
Supermarine Spitfire F Mk XII
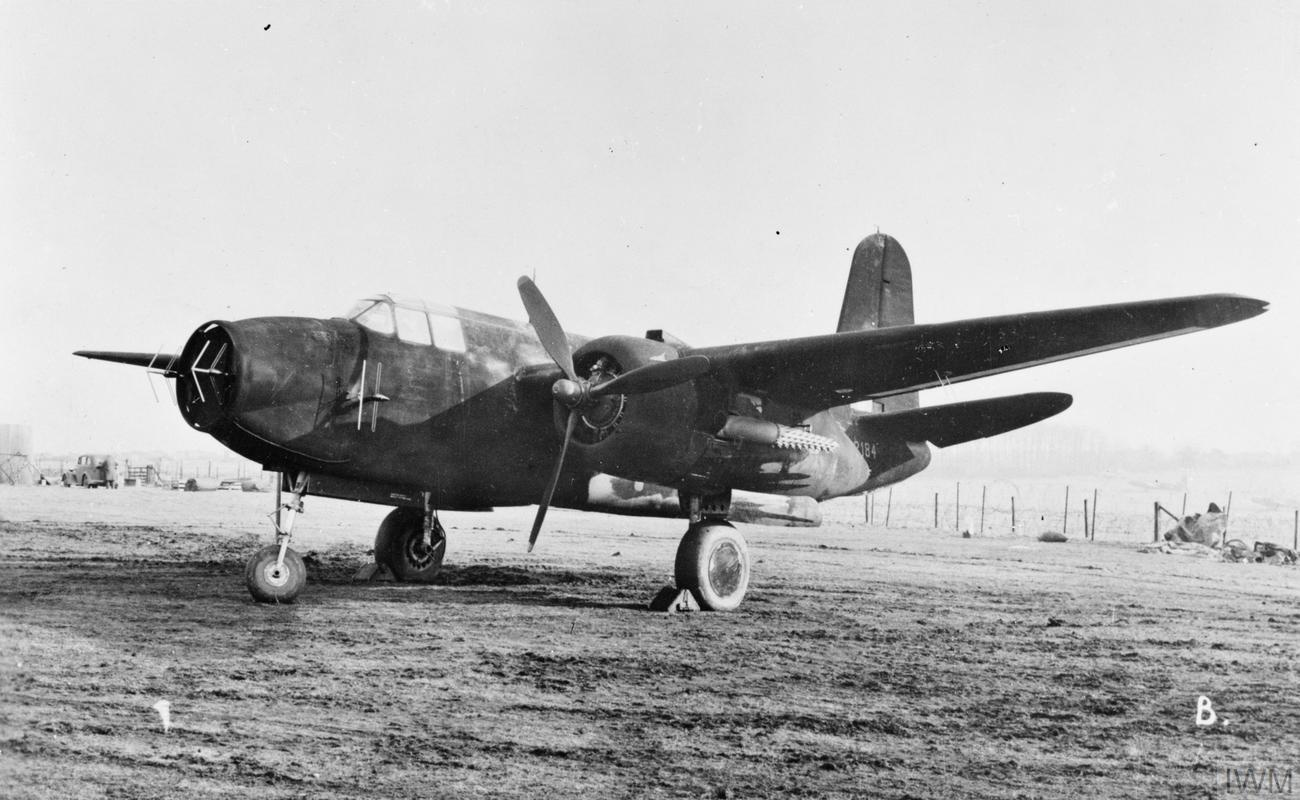
Douglas DB-7 (Turbinlite) Havoc NF.II
Fortress Mk I
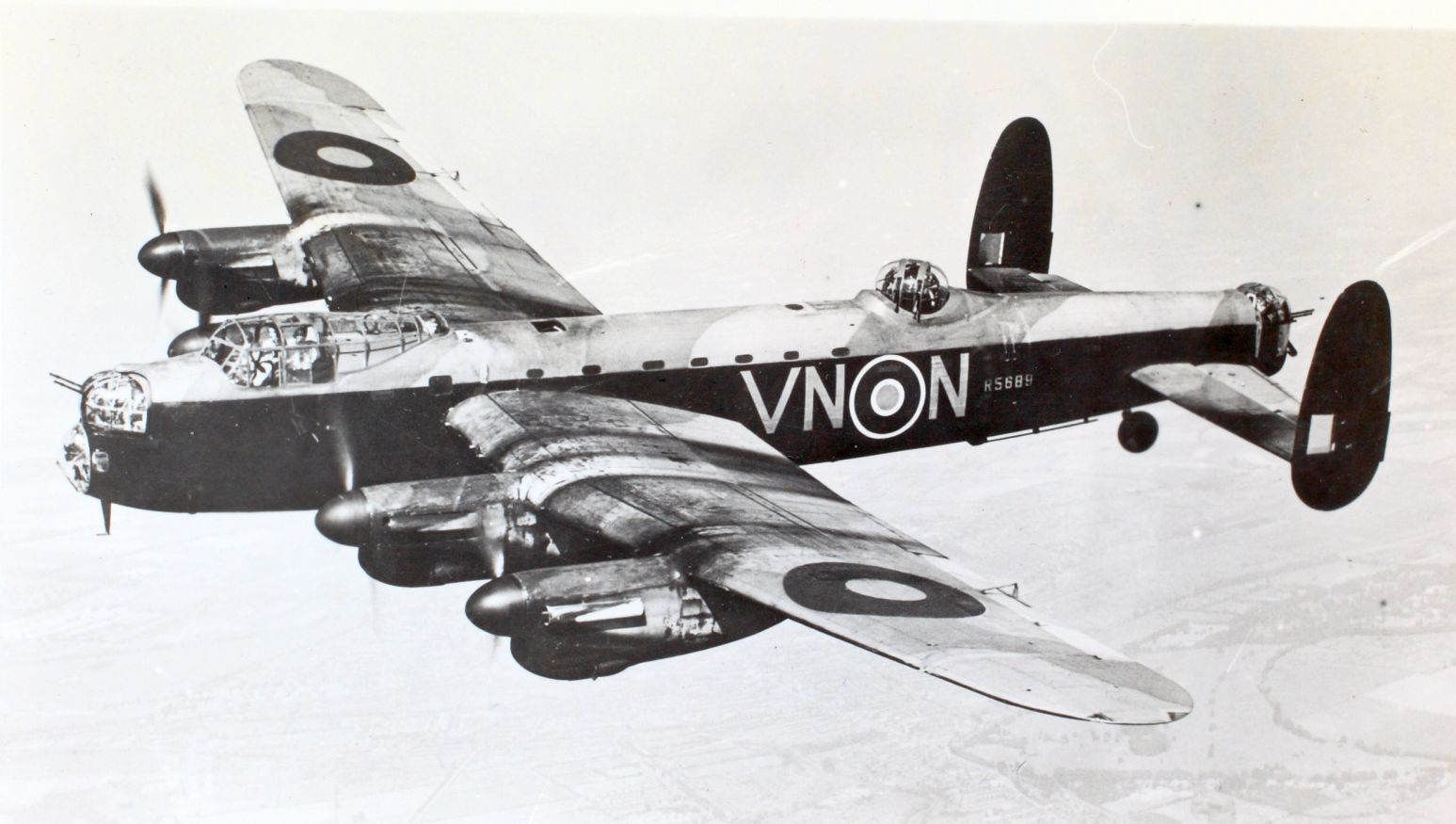
Avro Lancaster

### Risiken und Zwischenfälle
Die Piloten der ATA waren während der Überführungsflüge häufig ernsthaften Risiken ausgesetzt. Sie waren nicht für den Instrumentenflug ausgebildet, sodass schlechtes Wetter eine ständige Gefahr darstellte. Obwohl die Kriterien für Flugbeschränkungen bei schlechtem Wetter detailliert beschrieben waren, sorgte das wechselhafte englische Wetter für eine eher schwierige Entscheidungsfindung. Manchmal konnte ein Temperaturabfall von einigen Grad den klaren Himmel in einen wolkenreichen Alptraum verwandeln. Die ATA-Piloten flogen üblicherweise ohne Funkgerät und ihre Ausrüstung zur Navigation bestand meist nur aus einem Kompass und einem Kurskreisel.
Die erste ATA-Pilotin, die während ihres Dienstes ihr Leben verlor, war Elsie Joy Davison. Sie war bereits eine erfahrene Pilotin und wurde bei der ATA für das Fliegen von Kampfflugzeugen ausgebildet. Während eines Schulungsfluges mit einer Miles Master am 8. Juli 1940 stürzte ihr Flugzeug aus ungeklärter Ursache spiralförmig zu Boden. Sie und ihr Fluglehrer kamen dabei ums Leben.
Betty Huggett war im Mai 1945 mit einem Barracuda Torpedobomber auf dem Weg von Prestwick nach Lossiemouth. Über dem Firth of Forth verschlechterte sich das Wetter rapide und sie geriet in dichte Wolken und Turbulenzen. Sie entschied sich, zur Basis zurückzukehren und drehte ab, jedoch verlor das Flugzeug so stark an Höhe, dass es auf dem Wasser aufschlug und sank. Nach dem Aufsetzen auf dem Meeresgrund gelang es Huggett, sich aus dem Cockpit zu befreien und – ohne Schwimmweste – an die Wasseroberfläche zu gelangen. Sie hatte großes Glück, denn obwohl die Sicht schlecht war, wurde sie von einem Trawler aus dem nahe gelegenen Fischereihafen St Monans gerettet. Trotz dieses Vorfalls flog sie bis August 1945 weiter für die ATA und war bei ihren Kollegen als “ATA Mermaid” bekannt.

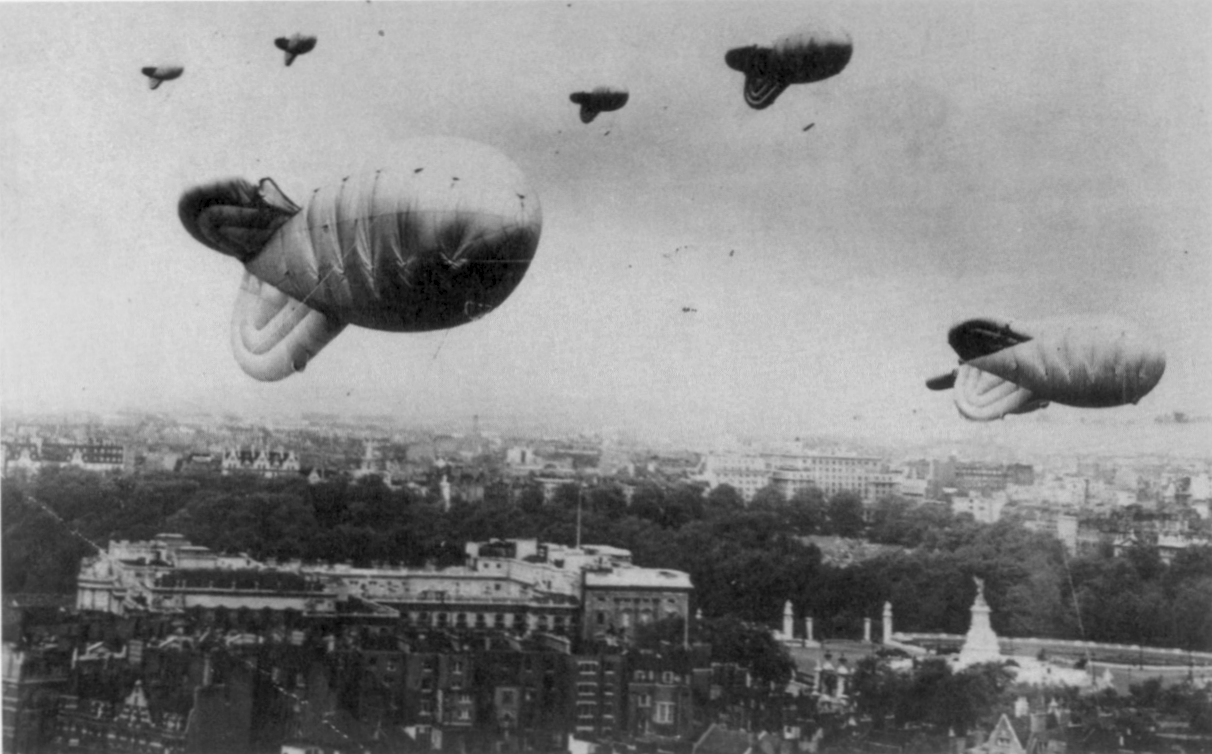
Sperrballone über London während des Zweiten Weltkriegs

Sperrballone und das Feuer der eigenen Truppen aus Flugabwehrbatterien waren ebenfalls eine Gefahr. Denn die Piloten durften in ihren Karten nicht die Lage der Verteidigungspositionen einzeichnen, damit diese nicht in die Hände des Feindes fallen konnten. Das Flugzeug der Pilotin Mary Ellis wurde über Bournemouth vermutlich durch Eigenbeschuss getroffen. Beim Landen im Nebel stieß sie mit ihrer Spitfire beinahe mit einer entgegenkommenden Maschine zusammen.
In den ersten Jahren des Krieges hatte die RAF keine vollständige Luftüberlegenheit über England, sodass auch Angriffe durch deutsche Flugzeuge eine ständige Bedrohung waren. Im Falle eines Angriffs konnten sich die ATA-Piloten nämlich nicht verteidigen. Die Flugzeuge, die von ihnen befördert wurden, waren meistens unbewaffnet. Wenn sie Geschütze oder Kanonen hatten, wurden diese trotzdem entladen. Dies geschah zum Schutz der Piloten, damit sie gemäß Artikel 3 der Genfer Konventionen nicht als direkte Kriegsteilnehmer galten.

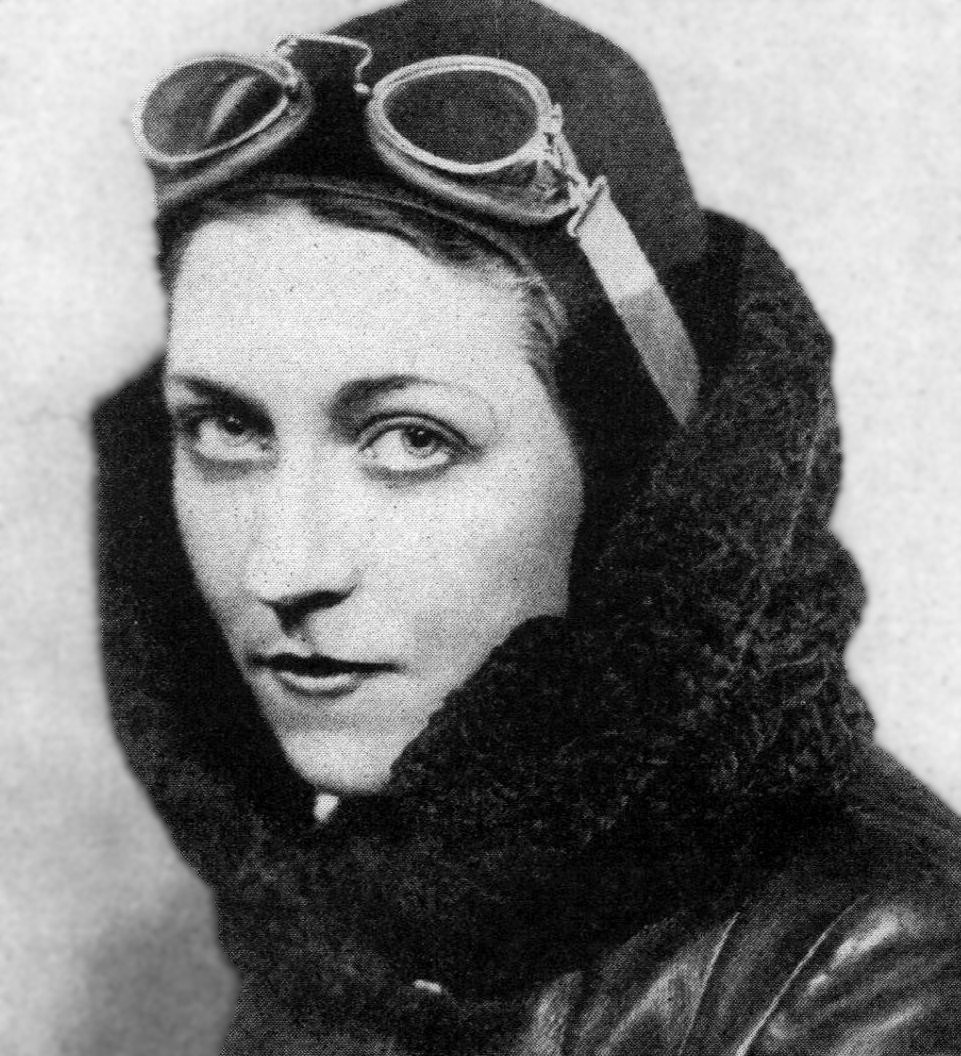
Amy Johnson (um 1930)

Die Angaben darüber, wie viele Besatzungsmitglieder der ATA während des Kriegs ums Leben kamen, sind nicht eindeutig. Sie schwanken zwischen 149 (129 Männer und 20 Frauen) und 170. Im Jahre 1950 wurde für sie eine Gedenkstätte in der St Paul’s Cathedral in London errichtet. Die größte Gruppe von ATA-Gräbern befindet sich auf dem All Saints-Friedhof in Maidenhead mit 17 Kriegsgräbern für Männer und Frauen aus 6 verschiedenen Nationen.
Zu den Todesopfern gehört auch die berühmte Amy Johnson. Am 5. Januar 1941 sollte sie alleine eine zweimotorige Airspeed Oxford Mk. II von Prestwick nach Kidlington bei Oxford überführen, kam dort jedoch nie an. Die Rekonstruktion ihres Fluges ergab, dass sie vermutlich durch Sperrballone in der Themsemündung irritiert wurde, die Orientierung verlor und ins Meer stürzte. Amy Johnsons sterbliche Überreste wurden nie gefunden.

### Gleichstellung bei der Bezahlung
Gemäß einer Standardbestimmung des britischen Finanzministeriums erhielten die Pilotinnen der ATA bis 1943 zwanzig Prozent weniger Lohn als ihre männlichen Kollegen, obwohl sie die gleiche Aufgaben erfüllten und die gleiche Arbeitszeit leisteten. Die Frauen arbeiteten sogar häufig unter schlechteren Bedingungen, denn während die männlichen Piloten moderne Kampfflugzeuge mit geschlossenen Cockpits überführten, mussten die Pilotinnen auch im Winter vor allem Maschinen wie die Tiger Moth fliegen, in denen sie im offenen Cockpit nur durch eine kleine Plexiglas-Scheibe geschützt wurden. Daher setzte sich Irene Ward, Baroness Ward of North Tyneside, eine konservative Abgeordnete im britischen Unterhaus und seit 1941 Vorsitzende der Commonwealth Women Parliamentarians Association (CWP), für ihre Gleichstellung ein.
Am 18. Mai 1943 erhob sich Ward im Unterhaus, um eine Frage an Sir Stafford Cripps, Minister für Flugzeugproduktion, zu richten. Sie fragte ihn, ob nach seinem Verständnis die Pilotinnen der ATA die gleiche Bezahlung erhalten sollten wie ihre männlichen Kollegen. Sir Stafford antwortete, dass diese Frauen ab dem folgenden Monat tatsächlich die gleiche Bezahlung erhalten sollten wie Männer desselben Ranges, die die gleiche Arbeit leisten.
Damit war die ATA vermutlich die erste große britische Organisation oder Körperschaft, in der Frauen und Männer die gleiche Bezahlung für gleiche Arbeit erhielten. Zur selben Zeit erhielten Frauen, die für die US-amerikanische Women Airforce Service Pilots (WASP) flogen, nur 65 Prozent des Lohns, den ihre männlichen Kollegen erhielten.

## Organisation

### Standorte
Die ATA stationierte ihre Piloten in Flugbereitschaften (ferry pools), die meist an Flugplätzen in der Nähe von Flugzeugfabriken oder Standorten der Royal Air Force angesiedelt waren. In den meisten dieser Einheiten arbeiteten sowohl männliche als auch weibliche Piloten. Einige wenige wie Hamble, Cosford und Hatfield waren nur mit Pilotinnen besetzt.
Im Jahre 1942 unterhielt die ATA folgende Flugbereitschaften, die von der Einsatzzentrale in Andover aus koordiniert wurden:
- No. 1 White Waltham
- No. 2 Whitchurch, Bristol
- No. 3 Hawarden bei Chester
- No. 4 Prestwick, Schottland
- No. 5 Luton, später Thame
- No. 6 Ratcliffe, Leicester
- No. 7 Sherburn-in-Elmet, Leeds
- No. 8 Sydenham, Belfast
- No. 9 Aston Down bei Stroud
- No. 10 Lossiemouth, Schottland
- No. 12 Cosford bei Wolverhampton
- No. 14 Ringway, Manchester
- No. 15 Hamble, Southampton
- No. 16 Kirkbride, Cumbria

Die Nummern sind nicht fortlaufend, da manche Flugbereitschaften aufgegeben oder an einen anderen Standort umgezogen wurden, zum Beispiel dann, wenn sich Produktionsstandorte der Flugzeuge änderten.

### Uniform und Dienstgrade

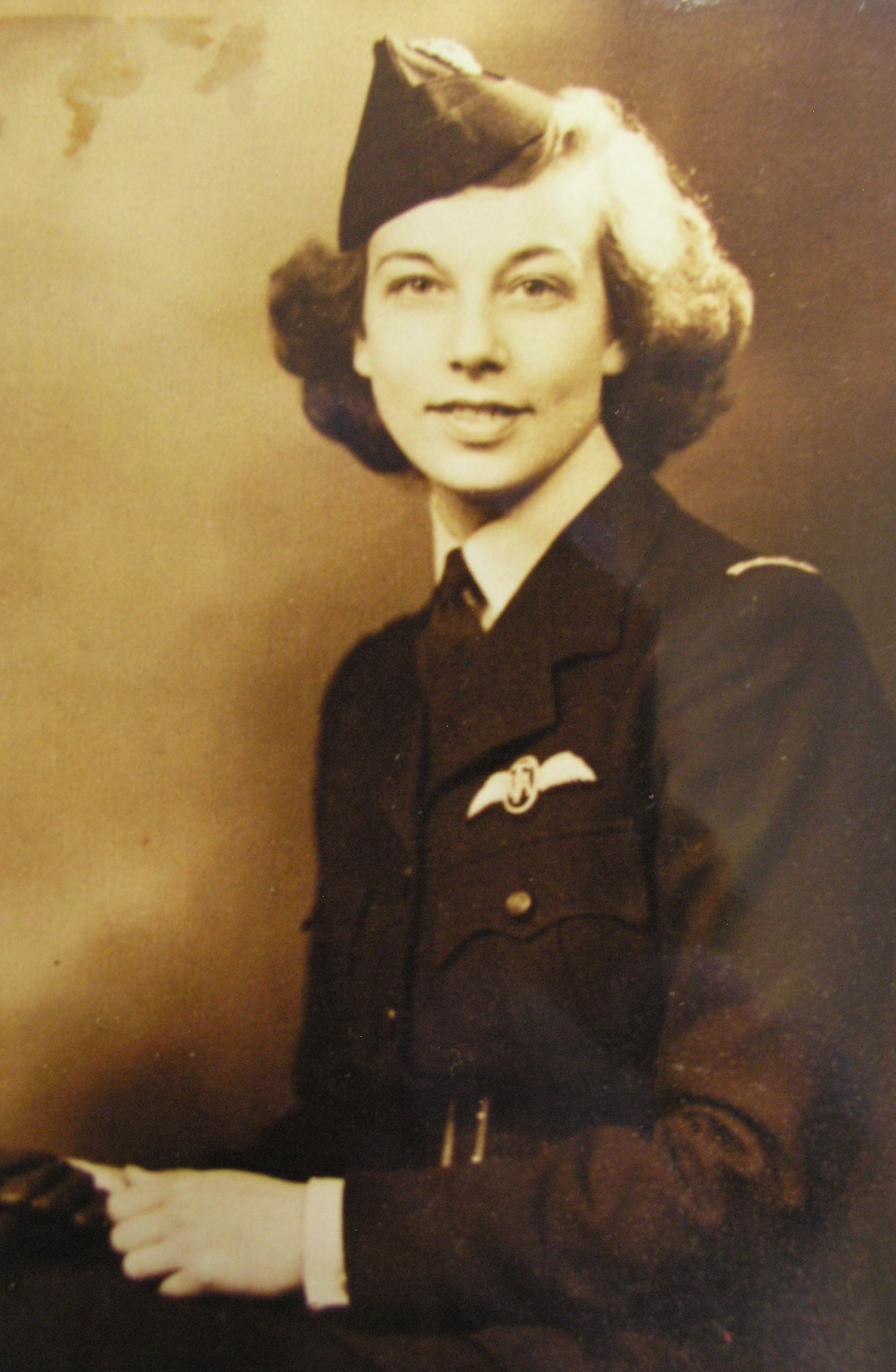
Helen Kerly in der ATA-Uniform

Die Uniform der Air Transport Auxiliary Piloten war dunkelblau und bestand aus einer Hose, einem hellblauen RAF Hemd, schwarzer Krawatte und Jackett mit dem ATA Wappen sowie einer Feldmütze. Goldene Streifen auf den Schultern zeigten den Dienstgrad an.
Bei der Gründung der ATA wurden nur zwei Dienstgrade unterschieden: Ein Second Officer durfte nur einmotorige Maschinen fliegen, während ein First Officer auch für zweimotorige Maschinen zugelassen war. Als Voraussetzung benötigte letzterer mindestens 500 Flugstunden Erfahrung. Die weiteren Dienstgrade wurden später eingeführt, Gérard d’Erlanger befand sich im Rang eines Commodore.
| Rangabzeichen | ATA-Dienstgrad   | Entsprechender RAF-Dienstgrad |
| ------------- | ---------------- | ----------------------------- |
|               | Senior Commander | Group Captain                 |
|               | Flight Captain   | Squadron Leader               |
|               | First Officer    | Flight Lieutenant             |
|               | Second Officer   | Flying Officer                |
|               | Third Officer    | Pilot Officer                 |

## Auflösung der ATA nach dem Zweiten Weltkrieg

### Weiterer Weg der Pilotinnen

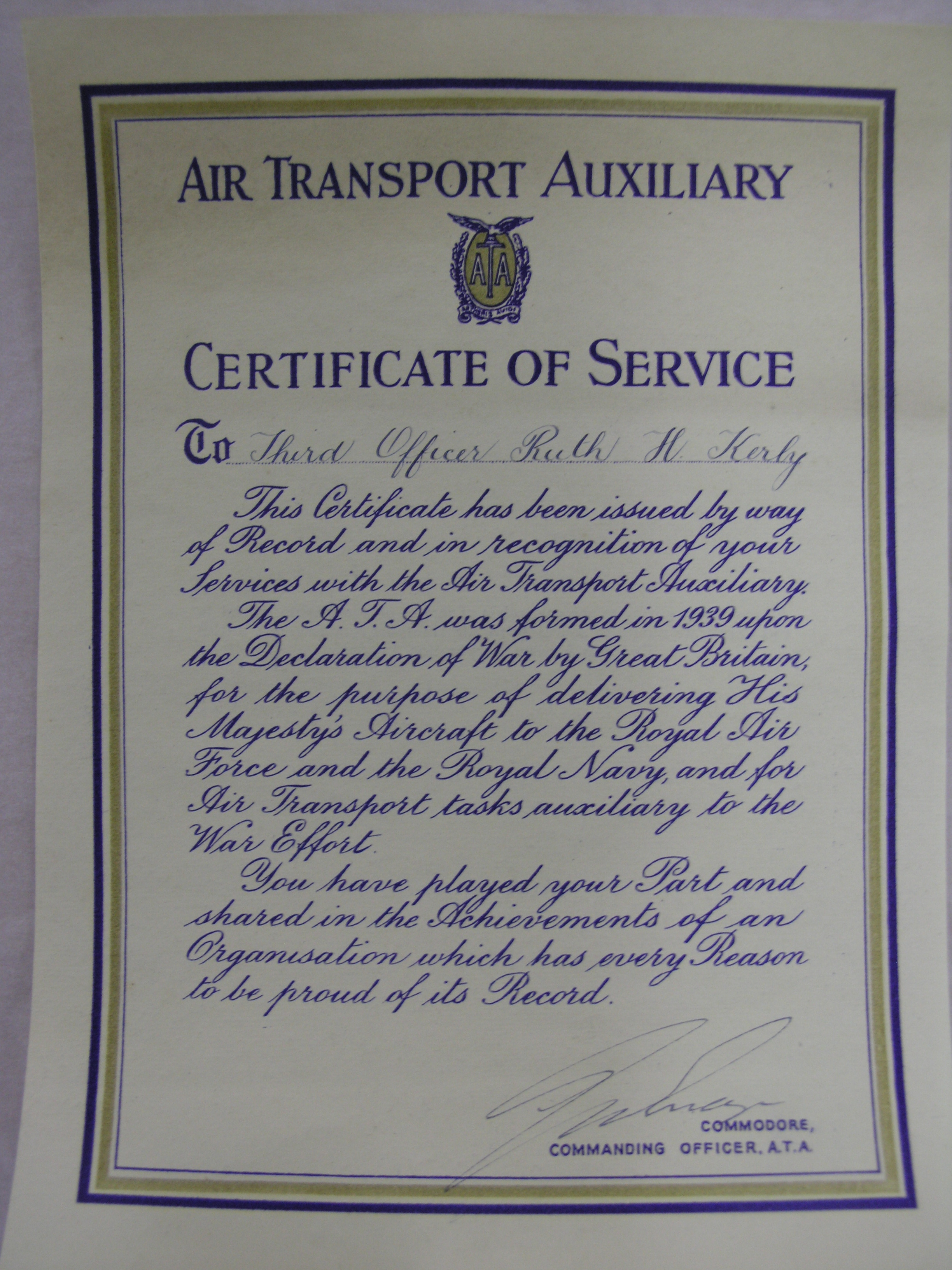
Bescheinigung der Dienstzeit von Helen Kerly

Nach dem Ende des Zweiten Weltkriegs wurden die Dienste der ATA praktisch nicht mehr benötigt. Daher wurden die Flugbereitschaften aufgegeben, nur White Waltham und Whitchurch blieben noch eine Zeitlang bestehen. Die Piloten wurden von Gérard d’Erlanger verabschiedet und erhielten eine Bescheinigung ihrer Dienstzeit.
Für die meisten Pilotinnen endete damit die Zeit der professionellen Fliegerei. Es gab wieder genügend männliche Piloten, und damit sanken die Chancen der Frauen in diesem Beruf. Nur einige wenige Frauen blieben weiterhin Pilotinnen.
Die US-Amerikanerin Jacqueline Cochran, die im Zweiten Weltkrieg für die Women Airforce Service Pilots geflogen war, durchbrach 1953 mit einer von der kanadischen Luftwaffe entliehenen F-86 Sabre als erste Frau die Schallmauer. Zehn Jahre später, 1963, flog die ATA-Pilotin Diana Barnato Walker als erste Britin schneller als der Schall. Monique Agazarian gründete ihre eigene Charterfluggesellschaft.
Margot Duhalde (1920–2018) wechselte für ein paar Jahre zur französischen Luftwaffe und kehrte anschließend als zivile Pilotin nach Chile zurück, wo sie bis ins hohe Alter auch als Fluglotsin arbeitete und weiterhin privat Flugzeuge steuerte.
Mary Ellis wurde zur Royal Air Force abgeordnet und überführte weiterhin Flugzeuge. Sie war eine der ersten Frauen, welche die Gloster Meteor, Großbritanniens erstes Düsenjägerflugzeug, flogen. Im Jahr 1950 wurde sie die Managerin des Flugplatzes Sandown auf der Isle of Wight und stellte ihre ATA-Kollegin Vera Strodl als Fluglehrerin ein.
Joan Hughes war nach dem Zweiten Weltkrieg als Ausbilderin tätig und unterrichtete viele Kadetten des Air Training Corps, die Royal Air Force-Piloten wurden. In den 1960er Jahren flog sie als Stuntwoman historische Flugzeuge in Filmen wie Die tollkühnen Männer in ihren fliegenden Kisten (1965) oder Der blaue Max (1966).

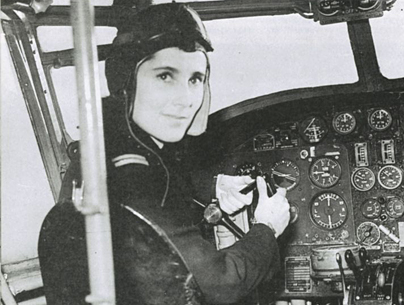
Diana Barnato Walker im Cockpit einer Airspeed Oxford (1944)
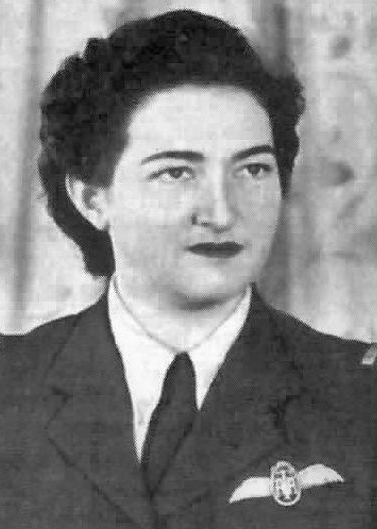
Margot Duhalde (ca. 1944)
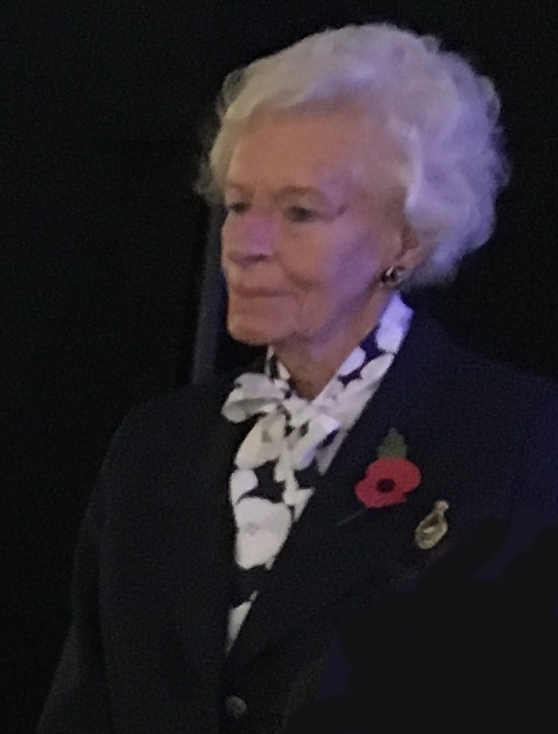
Mary Ellis (2016)
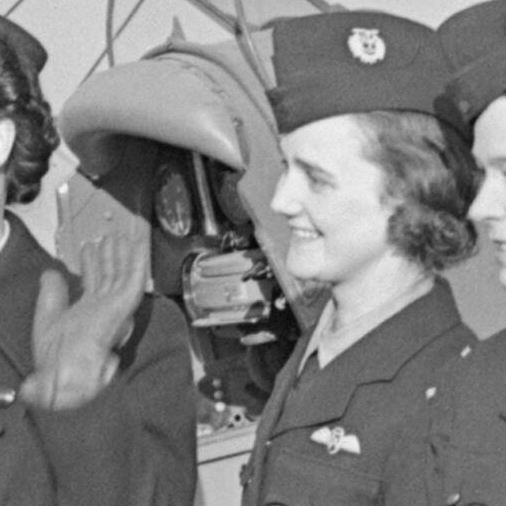
Joan Hughes

### Ehrungen und Auszeichnungen

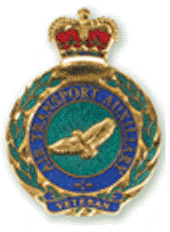
ATA-Veteranen-Plakette

Am 29. September 1945 fand in White Waltham eine spezielle ATA-Flugschau statt, um Geld für den ATA Wohltätigkeitsfonds zu sammeln, mit dem die Familien der 170 ATA-Pilotinnen und Piloten unterstützt werden sollten, die während ihres Dienstes ums Leben gekommen waren. An der Aktion beteiligten sich auch die Flugzeughersteller, deren Maschinen von der ATA geflogen worden waren. Bei der Veranstaltung wurden alliierte und deutsche Flugzeuge ausgestellt, darunter eine V1, Flugzeugmotoren und sogar ein Flugabwehr-Geschütz mit Suchscheinwerfer. Zu den teilnehmenden Piloten gehörte auch der britische Testpilot Alex Henshaw (1912–2007) in einer Supermarine Seafire.
Während der Abschlusszeremonie zur Auflösung der ATA am 30. November 1945 in White Waltham würdigte Lord Beaverbrook die Leistungen der Organisation:

“Without the ATA the days and nights of the Battle of Britain would have been conducted under conditions quite different from the actual events. They carried out the delivery of aircraft from the factories to the RAF, thus relieving countless numbers of RAF pilots for duty in the battle. Just as the Battle of Britain is the accomplishment and achievement of the RAF, likewise it can be declared that the ATA sustained and supported them in the battle. They were soldiers fighting in the struggle just as completely as if they had been engaged on the battlefront.”

„Ohne die ATA wären die Tage und Nächte der Schlacht um Großbritannien unter ganz anderen Bedingungen als den tatsächlichen Ereignissen verlaufen. Sie haben die Lieferung von Flugzeugen aus den Fabriken an die RAF durchgeführt und damit unzählige RAF-Piloten für den Einsatz in der Schlacht entlastet. So wie die Schlacht um Großbritannien die Errungenschaft und der Erfolg der RAF ist, so kann auch festgehalten werden, dass die ATA sie in der Schlacht unterstützt und gefördert hat. Es waren Soldaten, die im Kampf ebenso engagiert waren, als wären sie an der Kriegsfront eingesetzt worden.“

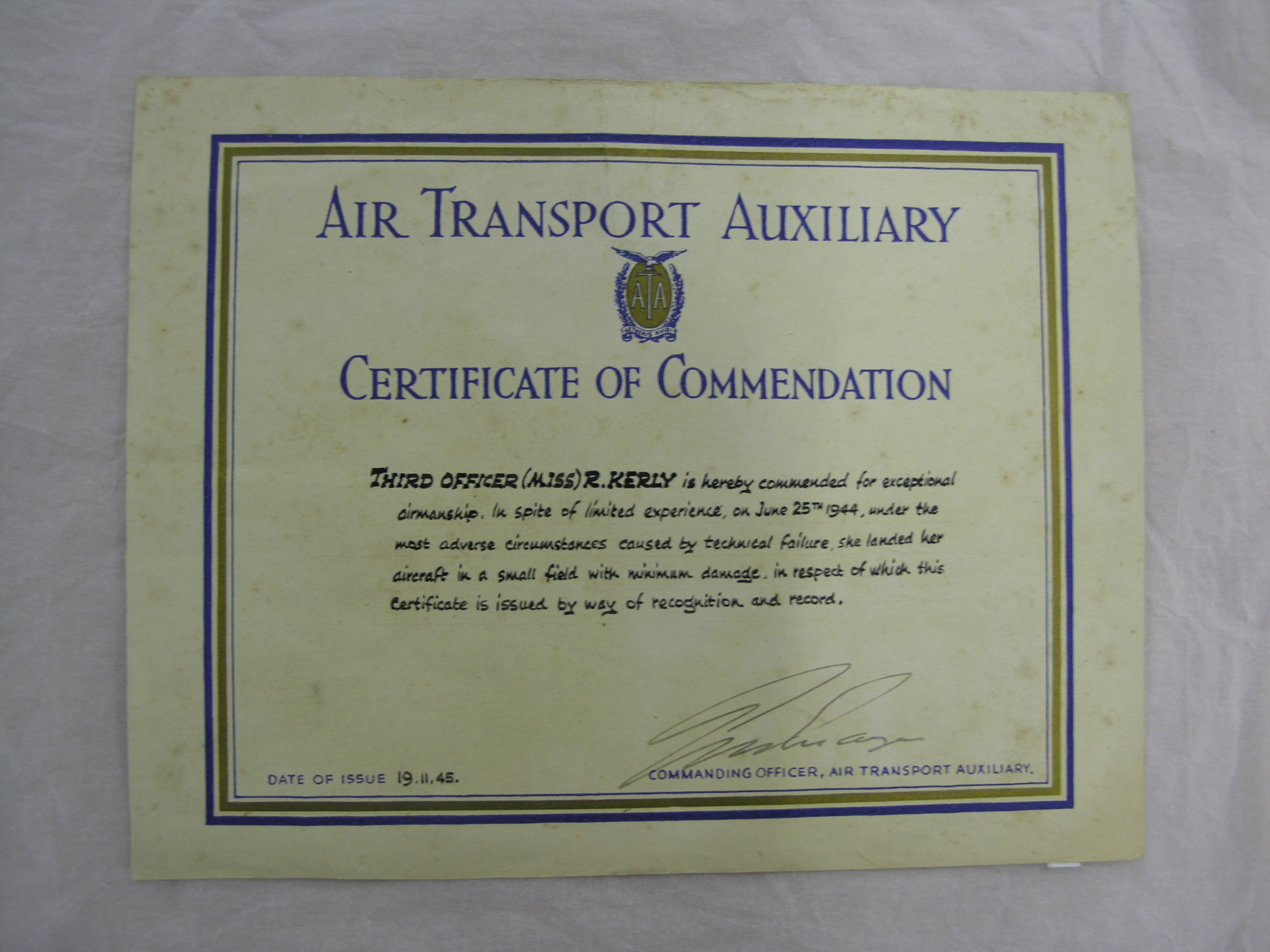
Anerkennungszertifikat der ATA für Helen Ruth Kerly (1916–1992)

Am Ende ihrer Dienstzeit erhielten 36 Piloten der ATA, darunter zwei Frauen, ein Anerkennungszertifikat der britischen Regierung. Für ihre Verdienste während der Zeit bei der ATA erhielten insgesamt 22 Personen den Order of the British Empire, darunter Gérard d’Erlanger als Commander (CBE) sowie die Pilotinnen Pauline Gower, Margot Gore, Joan Hughes und Rosemary Rees als Member (MBE).
Danach geriet die ATA lange Zeit in Vergessenheit, bevor der britische Premierminister Gordon Brown im Jahr 2008 die überlebenden Mitglieder der ATA bei einer Veranstaltung ehrte und mit einer Veteranen-Plakette auszeichnete.

### Biografien von ATA-Pilotinnen
- Lettice Curtis: Lettice Curtis. Her Autobiography. Red Kite, Walton on Thames 2004, ISBN 1-906592-10-1 (englisch).
- Margot Duhalde: Margot Duhalde. Mujer Alada. 2006 (spanisch, Margot Duhalde (Memento vom 17. Januar 2019 im Internet Archive) [PDF]). Autobiographie: „Margot Duhalde. Die geflügelte Frau.“
- Mary Ellis: A Spitfire Girl. Frontline Books, Barnsley 2016 (englisch).

### Sachbücher zur ATA
- Jacky Hyams: The Female Few. Spitfire Heroines of the Air Transport Auxiliary. History Press, Gloucester 2012, ISBN 978-0-7509-6818-8 (englisch).
- Helena Schrader: Sisters in Arms. Pen & Sword Aviation, Barnsley 2006, ISBN 1-84415-388-6 (englisch).
- Jo Wheeler: The Hurricane Girls. The Inspirational True Story of the Women who Dared to Fly. Penguin Books, London 2018, ISBN 978-0-241-35463-6 (englisch).
- Giles Whittell: Spitfire Women of World War II. HarperPress, 2007, ISBN 978-0-00-723535-3 (englisch).

### Belletristik
- Isla Dewar: Izzy’s War. Ebury Press, 2010, ISBN 978-1-4090-3370-7 (englisch).
- Garry Ryan: Blackbirds. NeWest Press, Calgary, AB 2012, ISBN 978-1-927063-21-7 (englisch).
- Helena Schrader: The Lady in the Spitfire. iUniverse, Inc, Lincoln, Nebraska 2006, ISBN 0-595-40151-1 (englisch).

## Dokumentarfilme
- Spitfire Sisters (2010) bei IMDb
- Spitfire Sisters (2010) auf YouTube, abgerufen am 11. Dezember 2024.
- Air Transport Auxiliary (2011) bei IMDb